# Bartłomiej Lipiński
Bartłomiej Lipiński (ur. 16 listopada 1996 w Makowie Mazowieckim) – polski siatkarz, reprezentant Polski, grający na pozycji atakującego lub przyjmującego. 
Swoje pierwsze sportowe kroki stawiał grając w dzieciństwie w piłkę nożną. Dopiero w gimnazjum rozpoczęła się jego przygoda z siatkówką w sekcji KS Metro Warszawa. Następnie otrzymał powołanie do SMS PZPS Spała. Po dwóch latach spędzonych w Spale podpisał kontrakt w  AZS-ie Częstochowa (PlusLiga), gdzie grał na pozycji atakującego. Po roku spędzonym w Częstochowie przeniósł się do BBTS-u Bielsko-Biała na pozycję przyjmującego. Sezon 2017/2018 rozegrał we włoskim klubie serie A2 Pallavolo Azzurra Alessano, a następnie powrócił do Polski, dołączając do drużyny Chemika Bydgoszcz. W sezonie 2019/2020 był zawodnikiem Cuprum Lubin, z którego po roku przeniósł się do Trefla Gdańsk. W 2022 roku podpisał kontrakt z Indykpolem AZS Olsztyn.

## Sukcesy klubowe

### młodzieżowe
Mistrzostwa Polski Kadetów:
- 2013

Mistrzostwa Polski Juniorów:
- 2013

Młoda Liga:
- 2014
- 2017

## Sukcesy reprezentacyjne
Letnia Uniwersjada:
- 2019

Liga Narodów:
- 2022[10]